# Bukurešťská smlouva (1812)

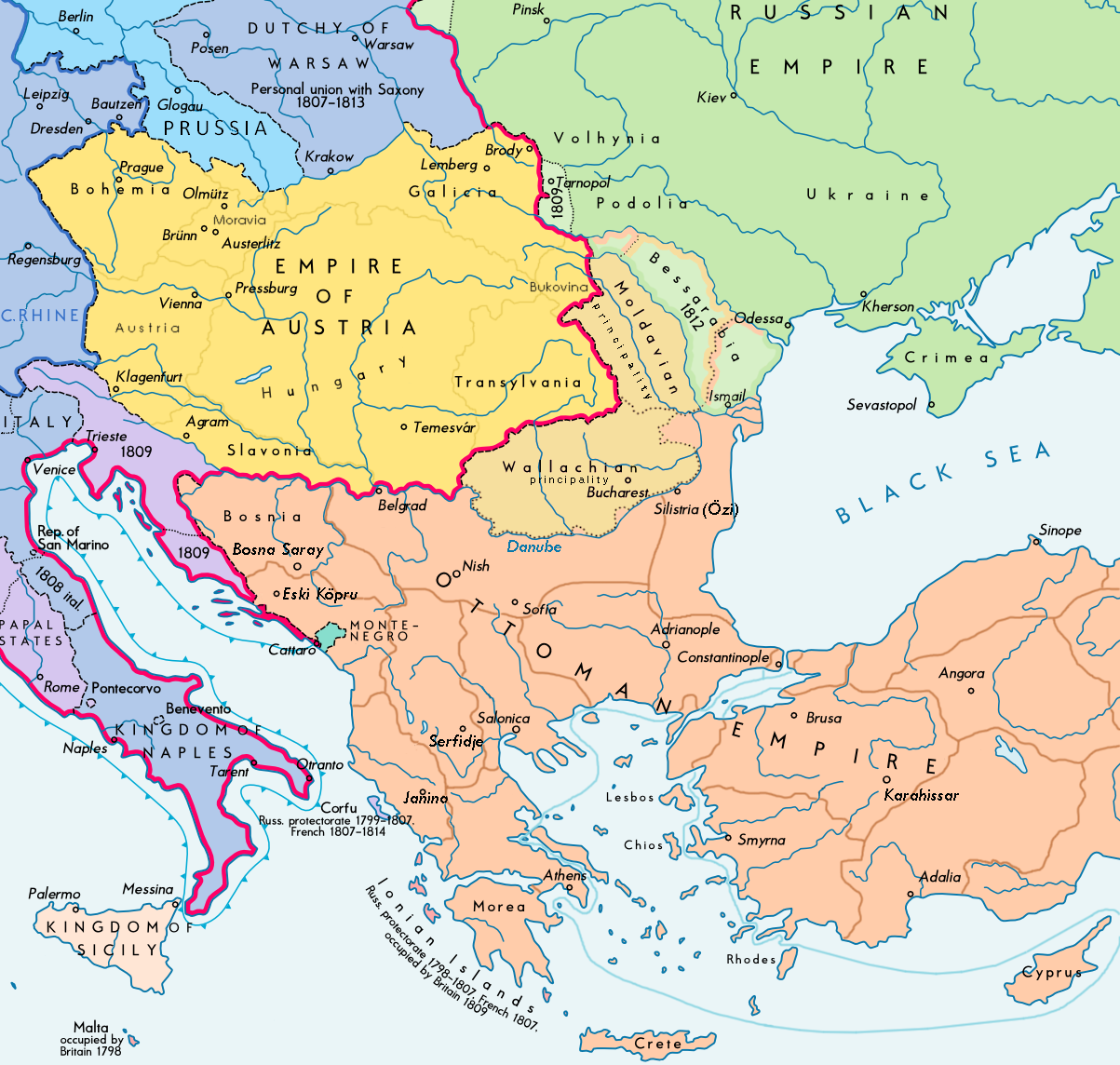
Nová situace na mapě po podepsání smlouvy

Smlouva z Bukurešti podepsaná 18. května 1812 mezi Ruskou a Osmanskou říší byla mírová dohoda, která ukončovala rusko-tureckou válku, jež začala v roce 1806. Výrazně ovlivnila zejména další osud Moldavska a Srbska.
Smlouva umožňovala Rusku zabrat Besarábii (území mezi dnešním Moldavskem a Ukrajinou), naopak Rusové museli navrátit Turkům Valašsko (na území dnešního Rumunska) a zbytek Moldavska. Moldavské knížectví, dosavadní vazal Osmanské říše, tak bylo rozděleno takřka přesně napůl. 
Rusové si také ve smlouvě vymínili amnestii pro Srby, kteří se vzbouřili proti osmanské nadvládě, ba dokonce příslib srbské autonomie, za což turecké posádky dostaly kontrolu nad srbskými pevnostmi. Turečtí vojáci, navzdory smlouvě, však Srbsko znovu napadli již následující rok.